# Pseudombrophila equina
Pseudombrophila equina är en svampart som först beskrevs av Graddon, och fick sitt nu gällande namn av Johannes van Brummelen 1995. Pseudombrophila equina ingår i släktet Pseudombrophila och familjen Pyronemataceae.   Inga underarter finns listade i Catalogue of Life.